# Lijst van brutoformules C30-C39
Dit lemma is een onderdeel van de lijst van brutoformules met 31 tot en met 40 koolstofatomen.

## C30
| Brutoformule                            | Naam |
| --------------------------------------- | --- |
| {\displaystyle {\ce {C30H18}}}          | 9,10-Bis(fenylethynyl)antraceen                                                                                   |
| {\displaystyle {\ce {C30H18}}}          | Heptaceen ~ als aceen                                                                                             |
| {\displaystyle {\ce {C30H22O12}}}       | Luteoskyrine |
| {\displaystyle {\ce {C30H23BrO4}}}      | Bromadiolon |
| {\displaystyle {\ce {C30H24N6Ru}}}      | Ruthenium(II)tri(bispyridine) {\displaystyle {\ce {[Ru[(C5H4N)2]]3^{2+}}}} ~ als rutheniumtris(bipyridine)        |
| {\displaystyle {\ce {C30H24N6Ru}}}      | Ruthenium(III)tri(bispyridine) {\displaystyle {\ce {[Ru[(C5H4N)2]]3^{3+}}}} ~ als rutheniumtris(bipyridine)       |
| {\displaystyle {\ce {C30H25Sb}}}        | Pentafenylstibine ~ Formule: {\displaystyle {\ce {Sb(C6H5)5}}} ~ Ook wel: Pentafenylantimoon, Pentafenylstiboraan |
| {\displaystyle {\ce {C30H26N4Na2O8S2}}} | Chrysofenine |
| {\displaystyle {\ce {C30H26N3O15}}}     | Enterobactine ~ als Siderofoor                                                                                    |
| {\displaystyle {\ce {C30H30As5N5O5}}}   | Arsfenamine ~ Ook wel: salvarsan                                                                                  |
| {\displaystyle {\ce {C30H30N20O10}}}    | Cucurbit(5)uril ~als cucurbituril                                                                                 |
| {\displaystyle {\ce {C30H30O8}}}        | Gossypol |
| {\displaystyle {\ce {C30H34Cl3N2O3}}}   | Bazedoxifen |
| {\displaystyle {\ce {C30H36O5}}}        | β-Guttilacton ~ als gummigut                                                                                      |
| {\displaystyle {\ce {C30H37NO4}}}       | Ulipristalacetaat                                                                                                 |
| {\displaystyle {\ce {C30H40O6}}}        | Absinthine |
| {\displaystyle {\ce {C30H46NO7P}}}      | Fosinopril |
| {\displaystyle {\ce {C30H50}}}          | Squaleen |
| {\displaystyle {\ce {C30H50O}}}         | Lanosterol |
| {\displaystyle {\ce {C30H50O2}}}        | Betuline |
| {\displaystyle {\ce {C30H50O5}}}        | Cycloastragenol                                                                                                   |
| {\displaystyle {\ce {C30H52}}}          | Oleanaan |
| {\displaystyle {\ce {C30H54O6}}}        | Hexa-tert-butoxybenzeen ~ als Benzeenhexol-ether                                                                  |
| {\displaystyle {\ce {C30H62}}}          | Squalaan |
| {\displaystyle {\ce {C30H62O10}}}       | Polidocanol |

## C31
| Brutoformule                              | Naam                                                                            |
| ----------------------------------------- | ------------------------------------------------------------------------------- |
| {\displaystyle {\ce {C31H23BrO2S}}}       | Difethialon ~ rattengif                                                         |
| {\displaystyle {\ce {C31H23BrO3}}}        | Brodifacoum                                                                     |
| {\displaystyle {\ce {C31H24O3}}}          | Difenacum                                                                       |
| {\displaystyle {\ce {C31H36I6N6O14}}}     | Iosimenol                                                                       |
| {\displaystyle {\ce {C31H42N2O6}}}        | Batrachotoxine                                                                  |
| {\displaystyle {\ce {C31H47N7O14}}}       | Pendetide                                                                       |
| {\displaystyle {\ce {C31H42N2O6}}}        | Batrachotoxine                                                                  |
| {\displaystyle {\ce {C31H43N3Na10O49S8}}} | Fondaparinux                                                                    |
| {\displaystyle {\ce {C31H44O8}}}          | Cucurbitacine B ~ als Cucurbitacine                                             |
| {\displaystyle {\ce {C31H46O2}}}          | Fytomenadion ~ Ook wel: fyllochinon, fylloquinon (<Engels, <Duits), vitamine K1 |
| {\displaystyle {\ce {C31H48O6}}}          | Fusidinezuur                                                                    |
| {\displaystyle {\ce {C31H50F6IrNOP2}}}    | Crabtree-katalysator                                                            |
| {\displaystyle {\ce {C31H52O3}}}          | Tocoferylacetaat                                                                |
| {\displaystyle {\ce {C31H64O2}}}          | Hentriacontaan                                                                  |

## C32
| Brutoformule                            | Naam |
| --------------------------------------- | --- |
| {\displaystyle {\ce {C32O8}}}           | tetrameer van 3,4-dialkynyl-3-cyclobuteen-1,2-dion ~ als Koolstofoxide Kopje Nieuwe oxides                 |
| {\displaystyle {\ce {C32H14}}}          | Ovaleen |
| {\displaystyle {\ce {C32H18N8}}}        | Ftalocyanine                                                                                               |
| {\displaystyle {\ce {C32H22N6Na2O6S2}}} | Congorood                                                                                                  |
| {\displaystyle {\ce {C32H31BrN2O2}}}    | Bedaquiline                                                                                                |
| {\displaystyle {\ce {C32H32O13S}}}      | Teniposide                                                                                                 |
| {\displaystyle {\ce {C32H39NO4}}}       | Fexofenadine                                                                                               |
| {\displaystyle {\ce {C32H45N3O4S}}}     | Nelfinavir                                                                                                 |
| {\displaystyle {\ce {C32H46O9}}}        | Cucurbitacine A ~ als Cucurbitacine                                                                        |
| {\displaystyle {\ce {C32H53BrN2O4}}}    | Rocuronium                                                                                                 |
| {\displaystyle {\ce {C32H64O2}}}        | Cetylpalmitaat ~ IUPAC: Hexadecylhexadecnoaat ~ Formule: {\displaystyle {\ce {CH3(CH2)14C(O)O(CH2)15CH3}}} |
| {\displaystyle {\ce {C32H64O4Sn}}}      | Dibutyltindilauraat                                                                                        |

## C33
| Brutoformule                        | Naam            |
| ----------------------------------- | --------------- |
| {\displaystyle {\ce {C33H25F3O4}}}  | Flocumafen      |
| {\displaystyle {\ce {C33H30N4O2}}}  | Telmisartan     |
| {\displaystyle {\ce {C33H35FN2O5}}} | Atorvastatine   |
| {\displaystyle {\ce {C33H35N5O5}}}  | Ergotamine      |
| {\displaystyle {\ce {C33H36N4O6}}}  | Bilirubine      |
| {\displaystyle {\ce {C33H38N4O6}}}  | Fycoërytrine    |
| {\displaystyle {\ce {C33H44O}}}     | Citranaxanthine |
| {\displaystyle {\ce {C33H47NO13}}}  | Natamycine      |

## C34
| Brutoformule                            | Naam                                                               |
| --------------------------------------- | ------------------------------------------------------------------ |
| {\displaystyle {\ce {C34H20}}}          | Octaceen ~ als Aceen                                               |
| {\displaystyle {\ce {C34H22C12N4O2}}}   | Dioxazineviolet                                                    |
| {\displaystyle {\ce {C34H24}}}          | 1,2,3,4-Tetrafenylnaftaleen                                        |
| {\displaystyle {\ce {C34H28Cl2FeP2Pd}}} | (1,1'-Bis(difenylfosfino)ferroceen)palladium(II)dichloride         |
| {\displaystyle {\ce {C34H28FeP2}}}      | 1,1'-Bis(difenylfosfino)ferroceen                                  |
| {\displaystyle {\ce {C34H31CuN4Na3O6}}} | Chlorofylline ~ Ook wel: E141                                      |
| {\displaystyle {\ce {C34H32ClN4O4Fe}}}  | Hemine                                                             |
| {\displaystyle {\ce {C34H32N4O4Zn}}}    | Zinkprotoporfyrine                                                 |
| {\displaystyle {\ce {C34H33N4Na3O6}}}   | Chlorofylline (kopervrij) ~ Ook wel: E140                          |
| {\displaystyle {\ce {C34H34ClFeN4O4}}}  | Hemine                                                             |
| {\displaystyle {\ce {C34H34FeN4O4}}}    | Heem b ~ als heemverbinding                                        |
| {\displaystyle {\ce {C34H34FeN4O4S2}}}  | Heem c ~ als heemverbinding                                        |
| {\displaystyle {\ce {C34H34N4O4}}}      | Protoporfyrine                                                     |
| {\displaystyle {\ce {C34H40Cl4N6O2Zn}}} | Brilliant cresylblauw {\displaystyle {\ce {(C17H20ClN3O)2.ZnCl2}}} |
| {\displaystyle {\ce {C34H40O4}}}        | Schweinfurthine C ~ als Schweinfurthine                            |
| {\displaystyle {\ce {C34H40N2O9}}}      | Reserpine                                                          |
| {\displaystyle {\ce {C34H41N7O5}}}      | Dabigatran                                                         |
| {\displaystyle {\ce {C34H42O20}}}       | Xanthorhamnine ~ als Schijtgeel                                    |
| {\displaystyle {\ce {C34H44O6}}}        | Schweinfurthine A ~ als Schweinfurthine                            |
| {\displaystyle {\ce {C34H47NO11}}}      | Aconitine                                                          |
| {\displaystyle {\ce {C34H50O7}}}        | Carbenoxolon                                                       |
| {\displaystyle {\ce {C34H57BrN2O4}}}    | Vecuronium                                                         |
| {\displaystyle {\ce {C34H59NO15}}}      | Fumonisine B1 ~ als Fumonisine                                     |

## C35
| Brutoformule                            | Naam                                    |
| --------------------------------------- | --------------------------------------- |
| {\displaystyle {\ce {C35H28MgN4O5}}}    | Chlorofyl c2 ~ als bladgroen            |
| {\displaystyle {\ce {C35H30MgN4O5}}}    | Chlorofyl c1 ~ als bladgroen            |
| {\displaystyle {\ce {C35H36ClNO3S}}}    | Montelukast                             |
| {\displaystyle {\ce {C35H38Cl2N8O4}}}   | Itraconazol ~ als azool                 |
| {\displaystyle {\ce {C35H44I6N6O15}}}   | Iodixanol                               |
| {\displaystyle {\ce {C35H44O16}}}       | Azadirachtine ~ als Limonoïde           |
| {\displaystyle {\ce {C35H46O4}}}        | Schweinfurthine B ~ als Schweinfurthine |
| {\displaystyle {\ce {C35H48O7}}}        | Schweinfurthine D ~ als Schweinfurthine |
| {\displaystyle {\ce {C36H51NO12}}}      | Pseudaconitine                          |
| {\displaystyle {\ce {C34H54Cl2N10O14}}} | Chloorhexidinedigluconaat               |
| {\displaystyle {\ce {C34H57N2O4}}}      | Vecuronium                              |
| {\displaystyle {\ce {C35H60Br2N2O4}}}   | Pancuronium                             |

## C36
| Brutoformule                          | Naam                                                                                    |
| ------------------------------------- | --------------------------------------------------------------------------------------- |
| {\displaystyle {\ce {C36H30Cl2NiP2}}} | Bis(trifenylfosfino)nikkel(II)dichloride {\displaystyle {\ce {[(C6H5)3P]2NiCl2}}}       |
| {\displaystyle {\ce {C36H30Cl2P2Pd}}} | Bis(trifenylfosfino)palladium(II)dichloride {\displaystyle {\ce {[(C6H5)3P]2PdCl2}}}    |
| {\displaystyle {\ce {C36H30Cl2P2Pt}}} | Bis(trifenylfosfino)platina(II)dichloride {\displaystyle {\ce {[(C6H5)3P]2PtCl2}}}      |
| {\displaystyle {\ce {C36H24FeN6}}}    | Ferroïne {\displaystyle {\ce {C36H24FeN6^{2+}}}}                                        |
| {\displaystyle {\ce {C36H24FeN6O4S}}} | Ferroïnesulfaat {\displaystyle {\ce {[C36H24FeN6][SO4]}}} ~ standaarvorm van Ferroïne   |
| {\displaystyle {\ce {C36H36N24O12}}}  | Cucurbit(6)uril ~als Cucurbituril                                                       |
| {\displaystyle {\ce {C36H66GeSi6}}}   | 2-(2,4,6-tris[bis(trimethylsilyl)methyl]fenyl)-2-germananaftaleen ~ als Germana-aromaat |
| {\displaystyle {\ce {C36H52O15}}}     | Hellebrin                                                                               |
| {\displaystyle {\ce {C36H60O2}}}      | Retinylpalmitaat ~ als palmitaat                                                        |
| {\displaystyle {\ce {C36H60O30}}}     | α-Cyclodextrine: ~ Ook wel: α-CD ~ als Cyclodextrine                                    |
| {\displaystyle {\ce {C36H70CaO4}}}    | Calciumstearaat ~ Formule: {\displaystyle {\ce {Ca(C17H35COO)2}}} ~ als stearaat        |
| {\displaystyle {\ce {C36H70MgO4}}}    | Magnesiumstearaat ~ Formule: {\displaystyle {\ce {Mg(C17H35COO)2}}} ~ Ok wel: E470b     |
| {\displaystyle {\ce {C36H70O4Zn}}}    | Zinkstearaat ~ Formule: {\displaystyle {\ce {Zn(C17H35COO)2}}}                          |

## C37
| Brutoformule                            | Naam                                                          |
| --------------------------------------- | ------------------------------------------------------------- |
| {\displaystyle {\ce {C37H30ClIrOP2}}}   | Vaska's complex {\displaystyle {\ce {IrCl(CO)[P(C6H5)3]2}}}   |
| {\displaystyle {\ce {C37H34N2Na2O9S3}}} | Briljantblauw FCF ~ Ook wel: briljantblauw, E133, Food Blue 2 |
| {\displaystyle {\ce {C37H40O9}}}        | Resiniferatoxine                                              |
| {\displaystyle {\ce {C37H42Cl2N2O6}}}   | Tubocurarine                                                  |
| {\displaystyle {\ce {C37H67NO13}}}      | Erytromycine                                                  |
| {\displaystyle {\ce {C37H68O}}}         | Heptatriaconta-8,15,22-trien-2-on ~ als Alkenon               |
| {\displaystyle {\ce {C37H70O}}}         | Heptatriaconta-15,22-dien-2-on ~ als Alkenon                  |

## C38
| Brutoformule                        | Naam                                                        |
| ----------------------------------- | ----------------------------------------------------------- |
| {\displaystyle {\ce {C38H22}}}      | Nonaceen ~ als Aceen                                        |
| {\displaystyle {\ce {C38H72N2O12}}} | Azitromycine                                                |
| {\displaystyle {\ce {C38H30}}}      | Hexafenylethaan ~ als bron van radicaal van trifenylmethaan |
| {\displaystyle {\ce {C38H48O8}}}    | α-Gambogezuur ~ als Gummigut                                |
| {\displaystyle {\ce {C38H60O18}}}   | Stevioside                                                  |
| {\displaystyle {\ce {C38H69N1O13}}} | Claritromycine                                              |
| {\displaystyle {\ce {C38H72N2O12}}} | Azitromycine                                                |
| {\displaystyle {\ce {C38H74O4}}}    | Glycoldistearaat                                            |

## C39
| Brutoformule                          | Naam           |
| ------------------------------------- | -------------- |
| {\displaystyle {\ce {C39H32OP2}}}     | Xantfos        |
| {\displaystyle {\ce {C39H54N10O14S}}} | Alfa-amanitine |